# Pieskie życie (film 2005)
Pieskie życie (ang. Life Is Ruff, 2005) – amerykański film familijny.
Film jest emitowany w Polsce za pośrednictwem telewizji Disney XD. Jego premiera odbyła się 13 lutego 2010 na owym kanale.

## Fabuła
Gdy Calvin Wheeler decyduje się zaadoptować psa, okazuje się, że jedynym, który szuka domu jest nieokrzesany pół labrador pół bernardyn imieniem Tyko. Pies pochodzi z pobliskiego schroniska i opieka nad nim okazuje się być ponad siły każdego, kto próbuje się za to zabrać.

## Obsada
- Kyle Massey jako Calvin Wheeler
- Mitchel Musso jako Raymond Figg
- Kay Panabaker jako Emily Watson
- Carter Jenkins jako Preston Price
- Mark Christopher Lawrence jako tata Calvina
- Judith Moreland jako mama Calvina
- Ibrahim Abdel-Baaith jako Rondel
- Yolanda Wood jako mama Rondela
- Sierra Squires jako młoda dziewczyna
- Ben Hammond jako młody chłopak
- Cory McMillan jako policjant
- Emmit Cannon jako Thrash
- Kelly Coombs jako Julie
- Sean Sekino jako Simon Gimple

## Wersja polska
Wersja polska: Sun Studio Polska

Reżyseria: Agnieszka Zwolińska

Dialogi: Olga Świerk

Wystąpili:
- Mateusz Narloch – Calvin Wheeler
- Wojciech Rotowski – Raymond Figg
- Justyna Bojczuk – Emily Watson
- Adam Pluciński – Preston Price
- Cezary Kwieciński – tata Calvina
- Anna Sztejner – mama Calvina
- Łukasz Talik – Rondel
- Anna Apostolakis – mama Rondela
- Cezary Nowak – pan Dudley
- Waldemar Barwiński – Chuck
- Agnieszka Kunikowska – Holly
- Grzegorz Drojewski
- Julia Kołakowska

i inni
Lektor: Paweł Bukrewicz